# Gwaithuirim
Gwaithuirim, nebo také Gwathuirim, Stínolidé či Lesní lidé, byli ve fiktivním světě J. R. R. Tolkiena zaostalí, vysocí a divocí lidé z velké skupiny Středních lidí, kteří žili v jižním Eriadoru a na západě Středozemě. Také nazývaní jako Lidé temnoty, byli nepřátelští vůči Númenorským kolonistům, kteří káceli jejich lesy pro stavbu lodí a ničili tak jejich domovy.

## Dějiny
Předkové Gwathuirimů byli také předky Haladinů, druhého ze tří rodů Edain, kteří byli samotáři, drželi se odděleně od Bëorianů nebo Hadorianů a jejich jazyk se lišil od jazyka ostatních lidí Edain. Tito lidé se v roce 300 Prvního věku usadili na území Minhiriathu a Enedwaithu v jižním Eriadoru a položili základy národů Gwathuirim.
Ti, kteří zůstali v Eriadoru, se usadili na obou stranách řeky Gwathló nebo v Ered Nimrais; zvláště ti v Minhiriathu byli (jak později uznali gondorští historici) podobní Haladinům.
První lidé se přesunuli z Hildórienu na Západ krátce po jejich zrození. během své migrace se k lidem z druhé skupiny, Haladinům, připojili Drúadané poblíž Bílých hor a zůstali s nimi, a společně se dočasně usadili na území kolem delty řeky Onodló. Když mnoho z lidí Marachu odešlo na jih na území mezi Bílými horami a pobřežím budoucího Gondoru, Haladinové společně s Drúadany postupovali dál na západ a prošli Isenskou mezerou, až nakonec dorazili do hustých lesů pokrývajících Minhiriath a Enedwaith. Část Haladinů pokračovala na západ do Beleriandu, avšak množí z nich odmítli jít dál  a zůstali vzadu. Tyto kmeny se nakonec rozšířily do lesů a pobřeží a osídlili území od Minhiriathu na severu až k Angrenu, Bílým horám a Isenské mezeře na jihu.

### Druhý věk
Po zničení Beleriandu ve Válce hněvu prchli zlí muži z Angbandu a zjevně se ve větším počtu dostali do kopců Rhudauru a jiných území na severu, a Východňané dříve sloužící Melkorovi se vrátili zpět na východ nebo se usadili mezi svými příbuznými v zemi Angmaru. Lidé Gwaithuirim, společně s lidmi Marachu kteří se usadili v  centrálním Eriadoru a na území Gondoru, se vyhnuli Beleriandským válkám a tak neutrpěli obrovské ztráty na životech.

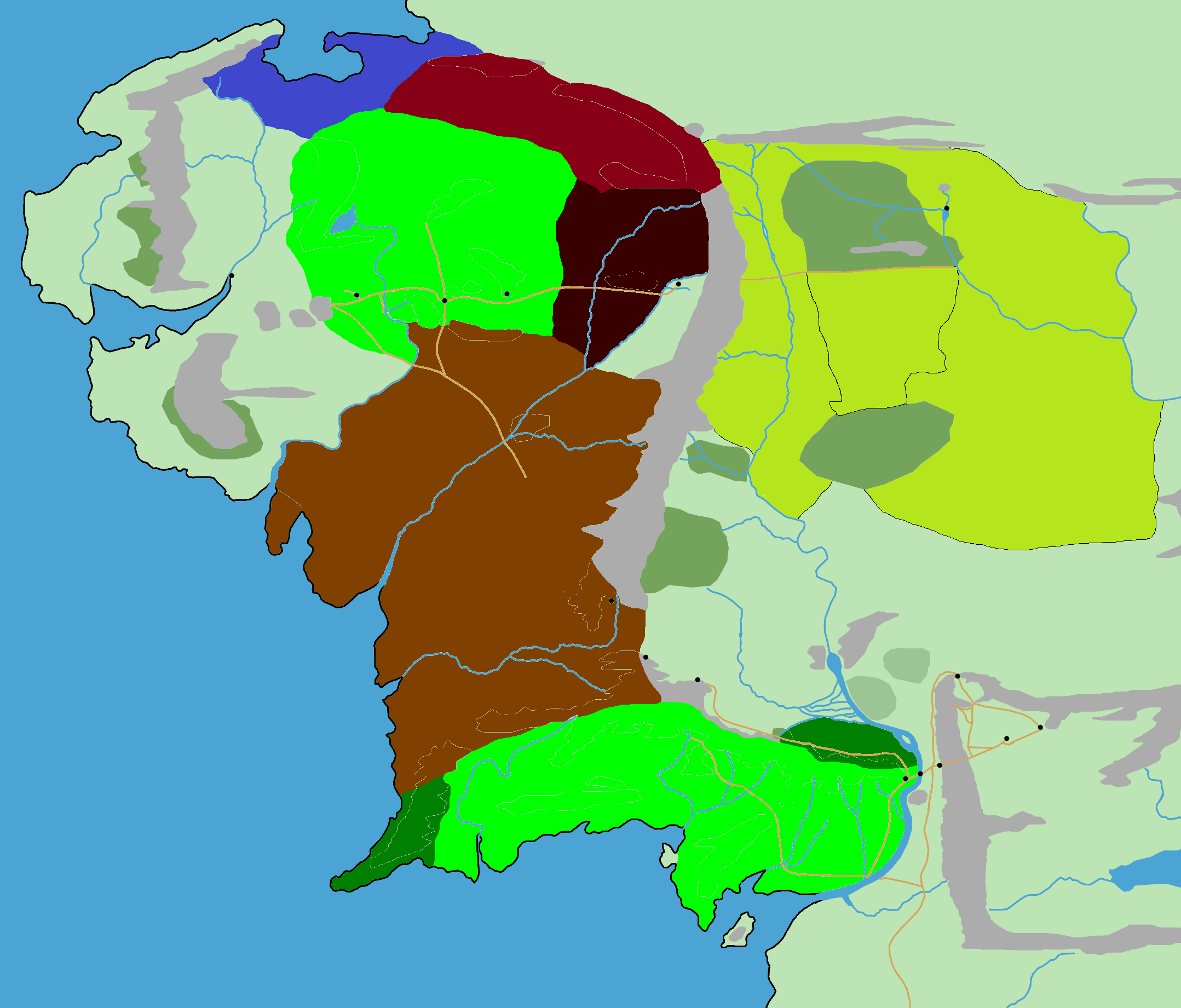
Rasy lidí Středozemě ve Druhém věku - lidé Gwaithuirim hnědě.

Ve Druhém věku se tyto národy ještě více rozšířily po území Eriadoru a osídlily jeho rozsáhlé lesy a pobřeží. V této době byly lesy Enedwaithu a Minhiriathu masivní a oblasti od Minhiriathu až po Calenardhon byly kompletně zalesněné. Gwaithuirim uctívali tyto lesy s respektem, živili se lovem zvěře a sběrem plodů a rostlin v těchto lesích a jejich lesní osady v průběhu Druhého věku prosperovaly v míru. Nemnoho Gwaithuirimů překročilo řeku Glanduinu a usadilo se v jižním Eregionu, avšak báli se elfů a vyhýbali se jim, což byl důvod proč s nimi sousední elfská království Lindon a Eregion neměli žádný kontakt.
Za vlády Númenorského krále Tar-Meneldura na pobřeží Středozemě poprvé přistáli Númenorejci, kteří pod velením prince Aldariona založili první kolonii Númenoru - Vinyalondë, jejíž funkce byla těžba dřeva pro stavbu lodí, protože král Meneldur vydal zákaz kácení Númenorských stromů pro stavbu lodí, aby omezil moc Númenorského námořnictva. Lidé Gwaithuirim byli v úžasu, když Númenorejce poprvé spatřili, a Númenorejci se pokusili o kontakt s místními lidmi. Na rozdíl od lidí Marachu nedokázali identifikovat národy Gwaithuirim jako "příbuzné" Edain a spletli si je se zlými lidmi, protože jejich jazyk nebyl příbuzný s Adûnajštinou nebo jinými jazyky lidí Marachu nebo rodů Beör a Hador. Zpočátku mezi Númenorejci a národy Gwaithuirim byl mír a harmonie a žili vedle sebe bez problémů.
Potíže však nastaly, když Númenorejci kvůli jejich rostoucí touze po mořeplavbě a stavbě lodí začali kácet lesy ve velkém, což vyprovokovalo Gwaithuirim, a když vyjednávání selhalo, začali Gwaithuirim napadat Númenorské kolonie a ničit jejich domy a výbavu. Númenorejci v těchto činech ale viděli bezdůvodnou agresi primitivních lidí a tak začali bojovat s národy Gwaithuirim o lesy, zabezpečili své pozice v koloniích a zintenzivnili těžbu dřeva, což ještě více zhoršilo vztahy mezi Númenorejci a Gwaithuirim. Númenorejci vracející se do Středozemě s nimi začali zacházet nemilosrdně a devastovali jejich lesy. Zoufalí Gwaithuirim se následně spojili se Sauronem, který je obelstil sliby, že Númenorejce vyžene ze Středozemě a že jim pomůže obnovit jejich lesy, a pomáhali jeho silám během Války elfů se Sauronem, avšak podnikali útoky pouze proti Númenorejcům a odmítali bojovat proti Elfům a lidem Eriadoru, což Saurona velmi frustrovalo. Na rozdíl od Sauronových sil v této válce vojska Gwaithuirim nebyla zničena a stáhla se do svých domovů, a více lidí Gwaithuirim se usadilo v Eregionu, jehož populace elfů byla až na elfy z Imladris kompletně vymýcena, což umožnilo Gwaithuirim se zde usazovat ve velkém a z opuštěné země Eregionu se stal Hollin. Některí z Gwaithuirim odešli dokonce na sever a usadili se v oblasti Hůrecka, kde založili Hůrku. 
Po zbytek Druhého věku se území Númenorských kolonií stále více a více rozšiřovala, a Gwaithuirim nakonec ukončili své bojové akce a začali ustupovat. Z Minnhiriathu a Enedwaithu se stále více a více přesouvali z Minhiriathu a Enedwaithu do Hollinu, Eryn Vornu (pobřeží Minhiriathu), Dunlandských vrchovin, území Angrenu a Isenské mezery, až na území Enedwaithu a Minhiriathu nezůstal žádný Gwaithuirim. Tato vylidněná území byla následně anektována Númenorem a osídlena Númenorskými kolonisty (a lidmi Eriadoru, kteří se usadili v Minhiriathu). Po pádu Númenoru se Gwaithuirim z Eryn Vornu spojili s Věrnými Númenorejci z Lond Daeru a společně se připojili do nově založeného království Arnoru, severní poloviny tzv. Království Dúnadanů ve vyhnanství.

### Třetí věk
Ve Třetím věku byla zbývající území národů Gwaithuirim anektována jižním královstvím Dúnadanů, Gondorem, až na Gwaithurim z Hollinu, kteří si udrželi nezávislost. V průběhu Třetího věku byli neutrální a nezasahovali do žádných válek, které se kolem nich odehrávali. Země Gwaithuirimů byly také oblíbeným útočištěm trpaslíků a hobitů, se kterými měly národy Gwaithuirim velmi vřelé vztahy. Po morové epidemii roku 1636, Angmarských válkách a Občanské válce v Gondoru byl Minhiriath a Enedwaith až na pobřeží a území podél řeky Gwathló téměř vylidněn, což umožnilo lidem Gwaithuirim (kterým se všechny tyto události vyhnuly) postupně obnovit své domovy a znovu osídlit tato území, která byla společně s národy Gwaithuirim díky těmto událostem mimo kontrolu Arnoru a Gondoru. Morová epidemie také způsobila téměř kompletní vylidnění Calenardhonu, kam později mnoho Gwaithuirimů, převážně z Dunlandu, začalo migrovat. Gondor ale toto území později daroval Seveřanům z Éothéodu, kteří zemi přejmenovali na Rohan a jeho celé území (až na západní Calenardhon, jehož součástí byla např. Západní marka a Isenská mezera) prohlásili za své. Pouze Gwaithuirim Dunlandu byli proti tomuto nároku, pozvedli proti nim zbraně a mnohokrát se pokusili získat jejich území zpět, avšak byli vždy poraženi a tak byli Dunlenďané vyhnáni zpátky do Dunlandu. Během Války o Prsten byly národy Gwaithuirim (až na Dunland) neutrální.

### Čtvrtý věk
Ve Čtvrtém věku Dunlenďané ukončili nepřátelství s Rohiry, Gwaithuirim Minhiriathu pomáhali s obnovováním severního království Arnoru a národy Gwaithuirim uznaly autoritu krále Elessara a Obnoveného království.